# William Van Alen
William Van Alen, född den 10 augusti 1883, död den 24 maj 1954, var en amerikansk arkitekt. Han är känd för att ha designat Chrysler Building 1930, som var världens högsta byggnad i ett år fram till att Empire State Building blev färdigbyggd 1931.